# Tottleben
Tottleben település Németországban, azon belül Türingiában. Lakosainak száma 137 fő (2023. december 31.).

## Népesség
A település népességének változása:
| Lakosok száma | 143  | 135  | 134  | 133  | 137  |
|               | 2017 | 2019 | 2021 | 2022 | 2023 |